# Eva Boto
Eva Boto, slovenska pevka zabavne glasbe, * 1. december 1995.
Prihaja iz Šentjanža pri Dravogradu na Koroškem, kjer je obiskovala tudi Gimnazijo na Ravnah na Koroškem. Poje že od otroštva. Pri 10 letih je nastopila na mednarodnem pevskem festivalu Super Chris v Avstriji in zmagala. Večkrat je nastopila na festivalu FeNS za mlade, kjer je leta 2008 dosegla 1. mesto, leta 2009 pa tretje. Leta 2010 je bila razglašena za najbolj talentirano na pevskem oziroma glasbenem tekmovanju v Ljubljani, že naslednje leto pa je tam tudi zmagala.
Širši slovenski javnosti je postala znana s sodelovanjem na Misiji Evroviziji, oddaji, v kateri so izbirali slovenskega predstavnika za Pesem Evrovizije 2012. Že od začetka oddaje je veljala za favoritnjo in prišla vse do finala, kjer si je priborila vstopnico za nastop na Emi 2012. Na tej je tudi zmagala s pesmijo »Verjamem«, s katero je Slovenijo kot namlajša predstavnica vseh časov pri komaj 16-ih letih zastopala na Pesmi Evrovizije 2012 v Bakuju. Istega leta se je udeležila še enega slovenskega festivala – ponovno obujenih Melodij morja in sonca, kjer se je predstavila s pesmijo »Dvigni mi krila« in zasedla 2. mesto. Nastopila je tudi na Poletni noči, prireditvi ob 50-letnici Slovenske popevke, in sicer s pesmijo »Včeraj, danes, jutri« Elde Viler. Leto 2012 je zaznamovalo tudi sodelovanje z Janom Plestenjakom pri pesmi »To leto bo moje«, eni največjih slovenskih uspešnic tistega leta.

Leta 2013 je izdala pesem »Plus in minus«, leta 2014 pa pesem »Na kožo pisana«, za katero je posnela tudi videospot. 2015 je sodelovala pri projektu Slove'n'aid in še s 15 slovenskimi glasbeniki posnela dobrodelni singel »En svet«.
Po končani gimnaziji se je vpisala na Pedagoško fakulteto v Mariboru. Septembra 2014 je na mednarodnem festivalu za mlade pevce Silver Yantra v Bolgariji osvojila glavno nagrado, novembra pa je bila na festivalu Doua Inimi Gemene v Moldaviji druga.
Od leta 2015 do 2019 je pela pri narodnozabavni skupini Črna mačka.
2016 je osvojila še en slovenski festival: z balado Matjaža in Urše Vlašič »Kaj je to življenje« je zmagala na Popevki, ki je potekala v okviru Dnevov slovenske zabavna glasbe. Na Popevki je nastopila tudi leta 2019, ko je z Gašperjem Riflom zapela balado Dovolj je poletja in osvojila 3. mesto.
Eva Boto je tudi zmagovalka 5. sezone šova Znan obraz ima svoj glas. 
Leta 2019 je začela nastopati z novo ekipo in skupino profesionanih glasbenikov ter novembra istega leta izdala prvi album Ko najdeš sebe, ki ga je posnela v sodelovanju s producentom Žanom Serčičem.
Leta 2020/21 je izdala single Zavedno, Ti, Ko najdeš sebe in Kdo ti bo dušo dal, s katero je na Melodijah morja in sonca 2021 osvojila največ točk po izboru občistva in radijskih postaj.
Leta 2022 je obeležila 10 let svoje kariere s ciklom koncertov po vseh Sloveniji. Istega leta je izdala še singla Misliš na njo in Nočem, da greš, ki ju je publika zelo dobro sprejela. 
Leta 2022 je izdala svojo prvo božično pesem Za božič kot otrok, ki je bila tega leta ena največkrat predvajanih božičnih pesmi na slovenskih radijskih postajah.
Poleti 2023 je izdala pesem Sam da ne zebe.
V začetku leta 2024 je izdala pesem Kjer najbolj gori.

## Pesem Evrovizije 2012

### Misija Evrovizija
Eva se je 26. avgusta 2011 udeležila čisto prve avdicije za Misijo Evrovizijo v celjskem Narodnem domu in napredovala v naslednji krog. Pred sodniki je nastopila s pesmijo »Hallelujah« in bila ena izmed 32 izvajalcev, ki so se predstavili v oddajah v živo. Od samega začetka je veljala za eno izmed favoritk. Še posebej so ji ležale balade. Prišla je vse do finala oddaje, kjer si je priborila vstopnico za nastop na Emi 2012.
| Teden                | Pesem                                     | Rezultat                                          |
| -------------------- | ----------------------------------------- | ------------------------------------------------- |
| Top 32               | Because of You                            | Napredovanje v naslednji krog po izboru gledalcev |
| Top 16               | Hero                                      | Napredovanje v naslednji krog po izboru sodnikov  |
| Hiti iz leta rojstva | Any Man of Mine                           | 1. mesto                                          |
| Slovenske pesmi      | Prisluhni mi                              | 1. mesto                                          |
| Pop dance            | Hush Hush                                 | 2. mesto                                          |
| Rock                 | Whataya Want from Me                      | 1. mesto                                          |
| Polfinale            | Flashdance... What a Feeling Use Somebody | 1. mesto                                          |
| Finale               | Because of You Running Scared             | Uvrstitev na Emo po izboru gledalcev              |

### Ema 2012
Na Misiji Ema 2012 je nastopila s 3 pesmimi:
| Naslov pesmi   | Avtorska ekipa |
| -------------- | --- |
| Run            | Christina Schilling, Camilla Gottschalck, Henrik Szabo, Daniel Nilsson (glasba, besedilo), Søren Bundgaard (glasba), Gaber Radojević (aranžma) |
| Verjamem       | Vladimir Graić (glasba, aranžma), Igor Pirković (besedilo)                                                                                     |
| A si sanjal me | Matjaž Vlašič (glasba, aranžma), Urša Vlašič (besedilo), Boštjan Grabnar (aranžma)                                                             |

V superfinale se je uvrstila s pesmijo Verjamem, s katero je postala zmagovalka Eme 2012 in slovenska predstavnica na Pesmi Evrovizije 2012.

### Pesem Evrovizije
Na Pesmi Evrovizije v Bakuju je Eva nastopila v II. polfinalnem večeru kot 9. po vrsti. Pesem Verjamem je zapela v slovenščini. Z 31 točkami je zasedla predzadnje, 17. mesto in se tako ni uspela uvrstiti v finalni večer.

## Nastopi na festivalih
| Festival                | Leto | Pesem                                      | Uvrstitev |
| ----------------------- | ---- | ------------------------------------------ | --------- |
| Otroški FeNS            | 2008 | Noro je, kako boli                         | 1.        |
| Najstniški FeNS         | 2009 |                                            | 3.        |
| Najstniški FeNS         | 2010 | Pa saj to ni res                           |           |
| Najstniški FeNS         | 2011 | Vzemi me                                   |           |
| Ema                     | 2012 | Run                                        | —         |
| Ema                     | 2012 | Verjamem                                   | 1.        |
| Ema                     | 2012 | A si sanjal me                             | —         |
| Melodije morja in sonca | 2012 | Dvigni mi krila                            | 2.        |
| Melodije morja in sonca | 2015 | Ljubezen dela čudeže (z Gašperjem Rifljem) | 6.        |
| Melodije morja in sonca | 2021 | Kdo ti bo dušo dal                         | 2.        |
| Slovenska popevka       | 2016 | Kaj je to življenje                        | 1.        |
| Slovenska popevka       | 2019 | Dovolj je poletja (z Gašperjem Rifljem)    | 3.        |

## Znan obraz ima svoj glas
Jeseni 2019 je Botova sodelovala v 5. sezoni šova Znan obraz ima svoj glas. V prvih 11 tednih je zbrala dovolj točk, da se je uvrstila v finale; edino tedensko zmago ji je prinesla preobrazba v ansambel bratov Avsenik v 11. tednu. V finalu je postala zmagovalka sezone (prvič se je zgodilo, da je končna zmagovalka postala ženska).
| #   | Preobrazba                  | Pesem                   |
| --- | --------------------------- | ----------------------- |
| 1.  | Jenny Lind                  | "Never Enough"          |
| 2.  | Senidah                     | "Mišići"                |
| 3.  | Lady Gaga                   | "Shallow"               |
| 4.  | Ariel (Mala morska deklica) | "Part of Your World"    |
| 5.  | Ariana Grande               | "Dangerous Woman"       |
| 6.  | Challe Salle                | "Lagano"                |
| 7.  | Gloria Estefan              | "Conga"                 |
| 8.  | Pika Božič                  | "Komar"                 |
| 9.  | Tinkara Kovač               | "Mars in Venera"        |
| 10. | Manca Špik                  | "Oba"                   |
| 11. | Ansambel bratov Avsenik     | "Tam, kjer murke cveto" |
| 12. | Christina Aguilera          | "Beautiful"             |

## Diskografija
Albumi
- 2019: Ko najdeš sebe
- 2024: Kjer najbolj gori

Skladbe oz. radijski singli
- To leto bo moje (Max feat. Jan Plestenjak & Eva Boto) (2012)
- Dvigni mi krila (2012)
- Plus in minus (2013)
- Na kožo pisana (2014)
- En svet (Slove'n'aid) (2015)
- Ljubezen dela čudeže (z Gašperjem Rifljem) (2015)
- Kaj je to življenje (2016)
- Tvoja (2018)
- Zavedno (2019)
- Naj vedo (2019)
- Dovolj je poletja (z Gašperjem Rifljem) (2019)
- Lepo je živet (2020)
- Ko najdeš sebe (2020)
- Ti (2021)
- Kdo ti bo dušo dal (2021)
- Misliš na njo (2021)
- Nočem, da greš (2022)
- Za božič kot otrok (2022)
- Sam da ne zebe (2023)
- Kjer najbolj gori (2024)
- Moje zlato (2024)
- Kdo pozna (2024)